# Северные корейцы в России

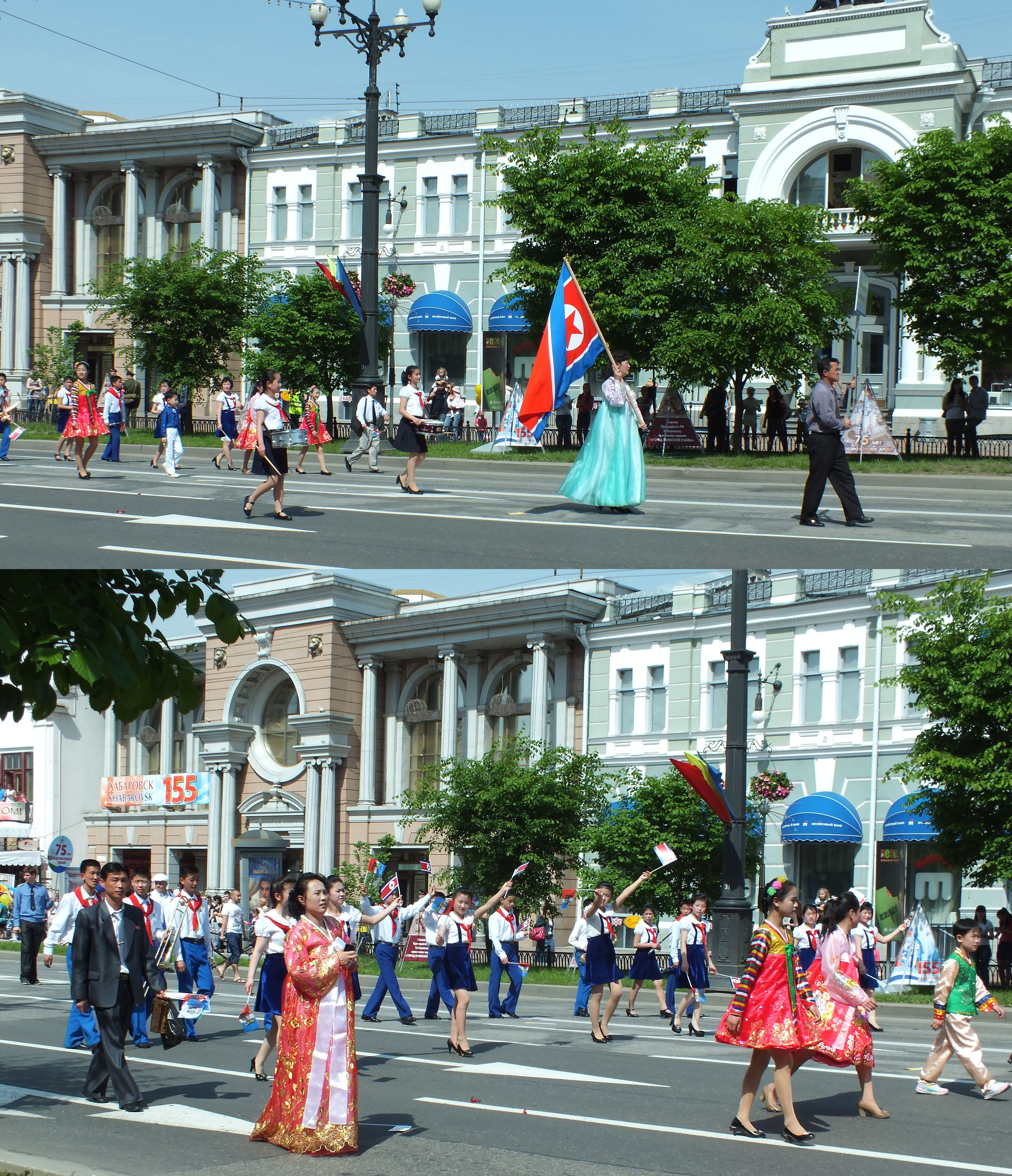
Граждане КНДР на праздничном шествии в день 155-летия Хабаровска в 2013 году

Се́верные коре́йцы в Росси́и — часть корейцев из КНДР, постоянно или временно проживающая в России. В основном, это студенты, беженцы и экспатрианты. Исследование, проведённое в 2006 году Университетом Кёнхи, показало, что численность северных корейцев в России приблизительно равна 10 000.
Кроме корейцев-граждан КНДР, на Дальнем Востоке России проживают потомки переселенцев конца XIX — начала XX вв. из северных провинций Кореи, особенно Хамгёндо; они известны под названием корё-сарам. 65 % сахалинских корейцев приняли северокорейское гражданство в 1950—1960-х, чтобы не стать апатридами; около тысячи репатриировались в КНДР, несмотря на то, что их предки жили в южной части Корейского полуострова. Кроме того, многие высокопоставленные члены Трудовой партии Кореи, включая Ким Ир Сена, жили в СССР до получения Кореей независимости и основания северокорейского государства. В основном граждане КНДР сосредоточены на территории Приморского края, Хабаровского края и Сахалинской области.

## Разновидности мигрантов

### Студенты
Во время восстановления северокорейской экономики после войны, в 1953—1962 годах, многие северокорейцы поступили в университеты и институты социалистических стран, включая СССР, а также приезжали на производственную стажировку.

### Работники
В 1947 году для работы на предприятия Дальнего Востока было завезено 35 тысяч граждан КНДР, которые получили направление на: Камчатку (16 300 чел.), Нижний Амур и Охотское побережье (7900 чел.), Курилы (6800 чел.), Южный Сахалин (4000 чел.). В 1946—1949 годах на Сахалин прибыло 26 065 граждан КНДР, в том числе 20 891 рабочих и 5174 члена их семей. Ещё 25 000 работников приехали в 1950-х. В 1958 году КНДР потребовала вернуть всех своих граждан, и в 1958—1959 годах на родину были отправлены через контору Дальпромхозов 10 527 северокорейских рабочих

Вторая волна началась в 1966—1967 годах после подписания Ким Ир Сеном и Леонидом Брежневым секретного договора, по которому, в частности, корейцы должны были работать на советских лесозаготовках. В год число таковых составляло 15 000—20 000; первые две волны состояли преимущественно из преступников и политзаключённых.
Однако основными причинами отъезда в Россию с 2000-х являются безработица в КНДР и бедность. На 2006 год большинство уехавших — пхеньянцы, — кадровые агентства предпочитают брать людей из урбанизированных мест, так как предполагается, что они лучше адаптируются к жизни в других странах. Более 10 000 северных корейцев в год приезжают в Россию по рабочим визам, преимущественно на Дальний Восток. За ними постоянно ведётся наблюдение северокорейскими службами безопасности для предотвращения отступничества; по имеющимся сведениям, многим платят расписками, а не деньгами. В 2009 году северокорейское правительство рассчитывало получить около 7 000 000 долларов США в год за работников, трудящихся в России. В 2010 году обнаружились сведения о том, что северокорейских работников и торговцев эвакуировали в КНДР из-за нарастающего военного напряжения с Южной Кореей. В 2011 году Ким Чен Ир посетил Россию, где, по имеющимся данным, заключил договоры на увеличение количества северных корейцев, посылаемых в Россию на работы. До 70 % месячной зарплаты работника, составляющей от 40 до 100 долларов в месяц, забирают как «платёж в счёт благонадёжности».

## Беженцы из КНДР
Замедление экономического роста, политические репрессии и голод в КНДР вызывает увеличение беженцев оттуда в Россию и Дальневосточный регион. Больша́я часть людей бежит из лесозаготавливающих лагерей. Утверждается, что правительство КНДР заказало убийство консульского чиновника Чхве Токкына в 1996 году и двоих граждан Республики Корея в 1995 году из-за того, что они контактировали с беженцами. На 1999 год количество северокорейских беженцев в России оценивалось в пределах от 100 до 500 человек, однако их число быстро возрастало. В 2003 году Сергей Дарькин, губернатор Приморского края, сообщил о том, что хочет предложить до 150 000 северокорейских беженцев, скрывающихся в Китае, поселиться в России, но этот план не был осуществлён.
В ноябре 2007 года милиция задержала северокорейского беженца, пытавшегося попасть в одно из московских отделений ФМС, и передала его северокорейским спецслужбам. Позже этот человек сбежал с владивостокской фабрики, и его депортация не состоялась, благодаря вмешательству негосударственных правозащитных организаций и Управлению по делам беженцев ООН.
По данным администрации Верховного комиссара ООН по делам беженцев, в России только официально зафиксировано более сотни скрывающихся беглых северокорейцев.
В настоящее время общество «Мемориал» содействует им в оформлении ходатайств о признании их беженцами в России и сопровождает их во время обращения в органы ФМС. Затем корейцы получают временные документы, приобретают по ним билеты до Москвы и добираются до посольства Южной Кореи или другой страны. За три месяца временного убежища, предоставленных ФМС, они получают статус беженцев в Южной Корее или в другой стране и покидают Россию.